# Loculotuber
Loculotuber är ett släkte av svampar. Loculotuber ingår i familjen Tuberaceae, ordningen skålsvampar, klassen Pezizomycetes, divisionen sporsäcksvampar och riket svampar.
|             | Tuber                                  |
|             |                                        |
|             | Choiromyces                            |
|             |                                        |
| Loculotuber | \| \| Loculotuber gennadii \| \| \| \| |
|             | \| \| Loculotuber gennadii \| \| \| \| |
|             | Reddellomyces                          |
|             |                                        |
|             | Dingleya                               |
|             |                                        |
|             | Paradoxa                               |
|             |                                        |
|             | Labyrinthomyces                        |
|             |                                        |
|             | Loculotuber gennadii                   |
|             |                                        |

|  | Loculotuber gennadii |
|  |                      |